# Крупко, Семён Никифорович
Крупко Семён Никифорович (27 апреля [9 мая] 1891, Казённая Кривая Руда, Полтавская губерния — 24 октября 1937, Киев) — советский государственный и партийный деятель, председатель Лубенского и Криворожского окружных исполнительных комитетов, председатель Верховного суда Украинской ССР. Член ВУЦИК.

## Биография
Родился 27 апреля (9 мая) 1891 года в селе Казённая Кривая Руда Полтавской губернии (ныне село Кривая Руда Семеновского района Полтавской области) в многодетной крестьянской семье.
В 1911 году окончил педагогические курсы в городе Кременчуг, учительствовал в сельской школе. Учёбу продолжил в Феодосийском учительском институте, который окончил в 1915 году.
Член Партии социалистов-революционеров с 1912 года.
В 1915—1917 годах — в русской императорской армии, участник Первой мировой войны.
С апреля 1917 года — председатель революционного комитета Кавказского военного округа, член Тифлисского совета рабочих и солдатских депутатов, член исполнительного комитета, а затем председатель исполнительного комитета Головинского районного совета города Тифлис и одновременно — заместитель председателя комитета партии социалистов-революционеров.
В 1918 году вернулся на Украину, где в 1918—1920 годах участвовал в установлении советской власти. Член РКП(б) с 1919 года.
До 1924 года работал главой Полтавской губернской арбитражной комиссии. В 1924—1926 годах — председатель исполнительного комитета Лубенского окружного совета.
В мае 1926 — 1927 году — председатель исполнительного комитета Криворожского окружного совета.
В 1927—1928 годах — главный инспектор Харьковского окружного отдела народного образования УССР.
В августе 1928 — августе 1929 года — председатель Верховного суда УССР.
С 1929 года — член особой коллегии Высшего надзора по земельным делам.
До 1937 года — заведующий областным отделом народного образования Днепропетровского областного исполкома.
23 октября 1937 года арестован органами НКВД, расстрелян 24 октября в Киеве.
Посмертно реабилитирован 16 июля 1957 года.